# Poliez-le-Grand
Pour les articles homonymes, voir Poliez.
Poliez-le-Grand est une localité et une ancienne commune suisse du canton de Vaud, située dans le district du Gros-de-Vaud.

## Histoire
Poliez-le-Grand fut mentionné sous les noms de Poleto vers 1160-1179 et de Pollie lo Grant en 1225. Plusieurs seigneurs, parmi lesquels les nobles de Goumoëns et de Vulliens, ainsi que le prieuré de Lutry et l'abbaye de Montheron, détinrent des terres et des droits à Poliez-le-Grand pendant le Moyen Âge. Après 1475, le village passa sous la domination de Berne et Fribourg, dans le bailliage commun d'Orbe-Échallens (1481-1798). Pendant l'Ancien Régime, les deux cantons y exercèrent la juridiction alors que le fief dépendait de la ville de Lausanne et la dîme de Berne. Le village était administré par deux gouverneurs et un Conseil des Douze. Poliez-le-Grand fut par la suite rattaché au district d'Échallens (1798-2006).
Au spirituel, la paroisse de Poliez-le-Grand, attestée en 1141, dépendait de l'abbaye de Montbenoît (diocèse de Besançon). Le village se prononça en 1619 en faveur de la Réforme, mais une minorité catholique conserva sa liberté de religion. L'église, dédiée à la Vierge, fut restaurée en 1711 ; la cure fut reconstruite en 1699. Traditionnellement agricole, la commune comptait quatorze établissements en 2000 (cultures, élevage) ; le secteur primaire offrait près de 20 % des emplois en 2005. Poliez-le-Grand connut un développement résidentiel dû à un fort accroissement démographique dans les années 1980 ; en 2000, plus des trois quarts de la population étaient des navetteurs travaillant principalement dans l'agglomération lausannoise. La Société de laiterie existait de 1923 à 2004. Des entreprises de construction, de démolition et de transport sont présentes dans le village.
Lors d'un référendum organisé le 5 mars 2010, la commune a approuvé sa fusion avec celles de Dommartin, Naz et Sugnens au sein de la nouvelle commune de Montilliez qui a vu le jour en juillet 2011.

## Démographie
Poliez-le-Grand compte 20 feux en 1453 et 49 en 1764 puis 382 habitants en 1803, 470 en 1850, 349 en 1900, 329 en 1950 et 528 en 2000.